# Pittyvaich
Pittyvaich je skotská palírna společnosti United Distillers & Vintners nacházející se ve městě Dufftown v hrabství Banffshire, jež vyrábí skotskou sladovou whisky.

## Historie
Palírna byla založena v roce 1975 společností Bell's a produkuje čistou sladovou whisky. Tato palírna byla postavena na místě bývalé palírny za účelem udržení velkých zásob společnosti. V roce 1994 byla dočasně uzavřena. Dnes tato palírna funguje po určitou část roku hlavně pro experimentální účely. Produkuje whisky značky Pittyvaich, což je 12letá whisky s obsahem alkoholu 43%. Tato whisky má ďábelskou lihovost po které se mnohdy obrátí vnitřnosti naruby.